# Need for Speed: Underground 2
Need for Speed: Underground 2 és un videojoc de curses de 2004 desenvolupat per EA Black Box i publicat per Electronic Arts. És la vuitena entrega de la sèrie Need for Speed i la seqüela directa de Need for Speed: Underground. Va ser desenvolupat per a Microsoft Windows, GameCube, PlayStation 2 i Xbox. Pocketeers va desenvolupar les versions de Game Boy Advance i Nintendo DS, i es va desenvolupar una versió de PlayStation Portable, titulada Need for Speed: Underground Rivals per Team Fusion. També es va desenvolupar una altra versió per a telèfons mòbils. Com el seu predecessor, també va tenir un èxit comercial, venent al voltant d'11 milions de còpies a tot el món i batre rècords de vendes al Regne Unit.
El joc implica ajustar cotxes per a curses il·legals de carrer, reprenent la història de Need for Speed: Underground. La segona part ofereix diverses funcions noves, com ara una personalització més àmplia, nous mètodes de selecció de carreres, ambientades en una ciutat coneguda com Bayview. Brooke Burke és la veu de Rachel Teller, la persona que guia el jugador durant tot el joc. La història del joc es presenta en una tira de còmics. El port de Nintendo DS introdueix una nova funció en què el jugador pot dissenyar adhesius personalitzats per adornar qualsevol vehicle del joc.

## Argument
La història té lloc després dels esdeveniments inicials d'Underground, poc després que el jugador guanyi l'Eddie i la seva colla de carreres de carrer anomenats The Eastsiders a Olympic City, juntament amb la Melissa. Venerat com el millor corredor de carrer d'Olympic City, el jugador guanya una cursa mentre condueix un Nissan Skyline GT-R blau i rep ràpidament una trucada d'una persona no identificada amb una "invitació" a uneix-te al seu equip, seguit d'una amenaça que nega explícitament que no està "acceptant un no com a resposta". Enfadat, el jugador immediatament penja la trucada i condueix a una festa de celebració; mentre parlen amb la Samantha per telèfon, són encegats i emboscats per un Hummer H2 des d'un carreró fosc, que embruta i destrossa el seu Skyline. Un home amb un tatuatge de dalla a la mà truca per confirmar que "s'ha fet càrrec d'un problema".
Sis mesos més tard, la jugadora puja a un avió cap a Bayview amb una nota de bona sort de Samantha, en referència a la seva amiga Rachel Teller, a més de rebre una clau del cotxe amb el nom de "Rachel". La jugadora arriba a Bayview i la Rachel es posa en contacte, que els ha deixat el seu Nissan 350Z al pàrquing de l'aeroport, demanant trobar-se en un concessionari de cotxes; el jugador pot ignorar aquestes instruccions i córrer en tres esdeveniments i córrer abans que Rachel truqui per demanar-li que torni el seu cotxe, després de la qual cosa no es generaran més curses. Al concessionari, compra el seu primer cotxe amb els diners proporcionats per la seva companyia d'assegurances sobre el Nissan Skyline total, i comença a córrer de nou.
La Rachel es converteix en el contacte clau de Bayview. Explica el sistema de curses de carrer de Bayview, presenta la mecànica de patrocini, la Underground Racing League (URL) i ajuda activament el jugador després donant-li consells sobre conducció, botigues secretes, esdeveniments importants i, de vegades, esdeveniments ocults. El jugador aviat guanya fama i obté acords de patrocini de guanyar carreres; això crida l'atenció de Caleb Reece i la seva banda de curses The Wraiths.
La Rachel li revela al jugador que Caleb està intentant prendre el control de les curses a Bayview manipulant els acords de patrocini al seu favor, amenaçant la vida del jugador i l'enllaç de la Rachel amb els patrocinadors. Caleb intenta que el jugador perdi un torneig Underground Racing League col·locant Nikki Morris, membre de Wraith, al mateix torneig que el jugador. Això és contraproduent, i la Nikki abandona els Wraith després que Caleb la renyés per haver perdut; llavors s'uneix a la Rachel i al costat del jugador. La Nikki els adverteix de les conseqüències del pla de Caleb si es fa càrrec de les curses de carrer de la ciutat. Es revela que Caleb és el conductor del Hummer que va destrossar el cotxe del jugador a Olympic City.
Desesperat per aturar el jugador, que ha acumulat massa reputació i bombo, Caleb finalment s'enfronta a tots els membres restants dels Wraiths en un torneig URL contra ells, que falla. Després d'haver perdut un altre patrocinador, Caleb desafia el jugador a un enfrontament. El jugador derrota en Caleb, ara com a insolvent, i celebra amb Rachel i Nikki, consolidant el seu estatus com el millor corredor de l'Underground a Bayview.

## Jugabilitat

Presa de pantalla de Need for Speed: Underground 2 amb un Mitsubishi Lancer Evo VIII modificat en una cursa de circuit, en què les curses són aproximadament semblants a les de Underground i encara giren al voltant de la cultura d'importació.

Underground 2 és el primer joc de la sèrie que presenta un món obert, on els jugadors poden conduir lliurement i explorar la ciutat, desbloquejant zones guanyant carreres. Els modes de cursa són aproximadament similars a Underground; es va abandonar un mode de cursa, eren les competicions Knockout. L'opció Lap Knockout està disponible quan es corre 'Circuit' en curses sense carrera.
- Circuit race és una cursa estàndard que inclou fins a quatre cotxes que circulen per una pista que torna a la línia de sortida. Una cursa de circuit té normalment un mínim de 2 voltes fins a un màxim de 5.
- La cursa Sprint és una cursa punt a punt en la qual participen un màxim de quatre vehicles.
- Drifting és un dels aspectes tècnics d'Underground 2. A les pistes del "parkade", el jugador deriva amb fins a 3 competidors més al mateix temps a les pistes del parkade. Els punts s'atorguen quan el jugador llisca amb èxit amb el cotxe i acaba cada deriva sense colpejar cap paret ni el trànsit. No es permet fer servir l'òxid nitrós. També hi ha esdeveniments de drift en baixada on el jugador fa derivar el cotxe mentre avança pel recorregut de dalt a baix. Als drifts de baixada no hi ha altres corredors, però hi ha trànsit normal de la ciutat. Els jugadors augmenten els seus punts lliscant pels cotxes de la ciutat.

A diferència d'Underground, el temps juga aquí un paper crucial, especialment a les pistes d'aparcament; si els oponents acaben creuant la línia de meta molt abans que el jugador, s'iniciarà un cronòmetre de 30 segons en el qual els jugadors hauran d'acumular punts de drift fins que s'acabi el temps o creuen la línia de meta.
- Les curses d'acceleració és un altre aspecte tècnic del joc; una carrera en línia recta que obliga els jugadors a utilitzar la transmissió manual. Igual que a Underground, la direcció en aquest mode es simplifica per permetre simplement els canvis de carril, mentre que el joc gestiona la direcció pels carrils. El HUD en aquest mode s'amplia i es mostra a banda i banda de la pantalla; posant èmfasi en controlar-los, especialment el tacòmetre i la temperatura del motor. Les posicions dels jugadors es perdran si xoquen amb el trànsit o les barreres, o s'escalfa el motor a causa d'una línia vermella prolongada.

A part d'aquestes, també s'han proporcionat quatre noves variacions de cursa a Underground 2:
- El mode Street X és semblant a les curses de circuit, excepte que tenen lloc en pistes tancades. En aquesta prova hi participen un màxim de 4 corredors. Igual que el mode de drift, aquest mode desactiva l'ús d'òxid nitrós.
- Underground Racing League (URL) és un conjunt de tornejos que tenen lloc en un conjunt específic de pistes tancades fora dels carrers de la ciutat, ja siguin circuits de curses reals o pistes d'aeroport. Els tornejos URL solen consistir d'una a tres curses, amb fins a sis cotxes (tant en mode carrera com en línia). En tornejos amb dues o més curses, s'utilitza un sistema de punts. Al final de cada cursa, els pilots reben un nombre específic de punts segons la seva posició en una cursa. La puntuació total al final d'aquestes curses determina el guanyador del torneig.
- Esdeveniments especials: són similars als sprints, amb la intenció d'arribar a un punt objectiu del mapa, que és un "fotògraf", i el jugador ha d'arribar a l'objectiu en un límit de temps específic. Aconseguir-ho recompensarà el jugador amb una portada de revista.
- Outruns: mentre s'està en moviment lliure, el jugador pot desafiar a cotxes oponents específics (un cotxe oponent avançat tindrà llums posteriors brillants, similars als cotxes del jugador quan utilitzen òxid nitrós) en un "outrun", on l'objectiu és començar a córrer i després allunyar el cotxe jugador del de l'oponent en 300 metres. El jugador pot triar quan iniciar una avançada i pot prendre qualsevol camí i/o utilitzar tàctiques per aconseguir aquest objectiu, sempre que estigui al capdavant. Cada etapa, inclosa la fase 1, té un nombre limitat de outruns que un jugador pot guanyar. Per exemple, a l'etapa d'introducció on el jugador condueix el cotxe de la Rachel, es poden guanyar 3 outruns. Després de guanyar el nombre de outruns permesos per a una etapa, els cotxes de l'oponent avançat deixen d'aparèixer. Després de completar una carrera, no hi ha límit en el nombre de victòries permès. Depenent de l'etapa, després d'haver guanyat un cert nombre de sortides, el jugador és recompensat amb una part única. Algunes etapes permeten a un jugador fer una sèrie de seqüències de superació, recompensant el jugador amb múltiples parts úniques (una per cada sèrie de outruns guanyades). El mode de outruns és similar al dels videojocs Tokyo Xtreme Racer i Wangan Midnight, que utilitzen barres de salut en lloc de distància per determinar el guanyador.

Les curses es divideixen en 5 "etapes". Un cop finalitzada qualsevol etapa, els llocs de cursa d'aquesta etapa seran substituïts pels homòlegs de la següent etapa. La funció "Mapa del món" inclou un menú de curses per a totes les etapes anteriors, que indica les curses que s'han completat i les que encara no. Després de completar l'etapa 2 a l'etapa 5 (aquestes etapes requereixen completar un cert nombre d'esdeveniments "DVD"), sempre hi haurà 8 curses de patrocinadors que no es completaran, ja que un jugador ha de triar un únic patrocinador per etapa i només pot executar-ne 3 d'11 curses de patrocinadors úniques, deixant 8 curses de patrocinadors incompletes al final de cada etapa. Aquests només es poden executar mitjançant el mapa del món. A causa d'un error del joc (almenys a la versió per a PC), si s'executa una cursa no completada des del Mapa del Món, no s'atorgarà cap crèdit (efectiu o representant) tret que el jugador reiniciï almenys una vegada després de començar la carrera.
Underground 2 és únic a la sèrie Need for Speed en el sentit que requereix que un jugador condueixi a un lloc determinat de la ciutat per començar una carrera (altres jocs permeten al jugador seleccionar una carrera entre un menú). La majoria de curses estan marcades al radar del joc, però algunes estan amagades i el jugador ha de buscar-les si decideix jugar-hi. Les següents característiques ajuden els jugadors en aquest sentit:
- Telèfon mòbil / Sistema SMS: durant el joc, els jugadors rebran de tant en tant trucades telefòniques o missatges de text. El joc manté una llista de missatges i informació del joc que es poden revisar mitjançant un sistema de menús.
- Icones de diners i informació: cada etapa, inclosa la fase d'introducció, inclou un conjunt d'icones flotants repartides pel món del joc. A mesura que el jugador explora el mapa en itinerància gratuïta, el jugador rep una recompensa en efectiu i/o informació a mesura que el jugador descobreix i condueix a través de cadascuna de les icones.

### Vehicles
Com a Need for Speed: Underground, Underground 2 continua oferint vehicles similars per a la compra i la modificació, la majoria dels quals consisteixen en models japonesos com ara Nissan 240SX, Nissan Skyline R34, o Mitsubishi Eclipse, amb alguns models europeus i americans. A més, Underground 2 és el primer joc de la sèrie Need for Speed que ofereix tres SUV com a vehicles de carreres. A més, és el segon joc de la sèrie Need for Speed després d'Underground que ofereix un cotxe de fabricació coreana (Hyundai Tiburon) com a vehicle de carreres. Hi ha dues versions del joc, EUA i UE, on cada versió té 29 dels 31 cotxes possibles: la versió nord-americana té un Acura RSX i un Honda Civic Si, mentre que la versió europea té un Peugeot 106 i un Vauxhall Corsa, la resta dels 27 cotxes en ambdues versions són els mateixos.
Els SUV, també coneguts com a vehicle utilitari esportiu, van ser un nou element afegit a Underground 2. Els SUV es poden actualitzar i ajustar de la mateixa manera que els cotxes. Alguns dels esdeveniments en el mode de carrera són esdeveniments només per a SUV i només apareixen quan un jugador condueix un SUV. En la carrera o en qualsevol mode fora de línia, si el jugador condueix un SUV, els oponents de l'ordinador també condueixen SUV, però després de completar una etapa, el Mapa del Món permet al jugador executar qualsevol esdeveniment de les etapes anteriors, ja sigui en un cotxe o en un SUV.

### Personalització
La personalització a Underground 2 es va ampliar significativament en comparació amb les iteracions anteriors de la sèrie. La personalització visual s'ha ampliat amb la possibilitat de personalitzar els para-xocs davanters i posteriors del cotxe, faldilles laterals, aleró, capó, tubs d'escapament, portes, sostres, rodes (inclosa la capacitat de posar spinners), farss i llums posteriors, miralls lateralss i pintura. També es poden afegir vinils i adhesius, així com equips de música per a cotxes (altaveus, amplificadors i subwoofers), hidràulica, ampolles de nitrós, i llums de neó il·luminació d'efectes de terra (o underglow). La majoria de les modificacions visuals al cotxe no tenen cap efecte real en el rendiment del vehicle. Els sistemes de so, per exemple, es podien col·locar al maleter dels cotxes, però no servien més que indicacions visuals. La hidràulica es pot utilitzar en combinació amb el nitrós a l'inici d'una carrera, cosa que pot provocar que un cotxe faci un cavallet (o wheelie) i, per a alguns cotxes, obtingui un millor llançament. El rendiment i el maneig del cotxe es veuen afectats per modificacions estètiques, com alerons i capó, que afecten la força aerodinàmica del cotxe: els millors alerons permeten un millor ajustament de la gestió de la càrrega aerodinàmica tant a la part davantera com a la part posterior del vehicle. Les actualitzacions visuals augmenten la qualificació visual d'un cotxe, fins a una qualificació de 10,0. Almenys un cotxe d'un garatge professional s'ha d'actualitzar visualment a una puntuació de 10,0 per desbloquejar els 10 esdeveniments de DVD (completant aquestes recompenses el reproductor amb una portada de DVD) i cada etapa té un nombre d'esdeveniments de DVD necessari.
El rendiment d'un cotxe es pot millorar millorant el motor del cotxe, la unitat de control del motor (ECU), la transmissió, la suspensió, els pneumàtics, els frens, reduint el pes del cotxe i afegint-hi un turbo i/o nitrós. El jugador té la possibilitat d'actualitzar el rendiment mitjançant paquets d'actualització o comprant parts individuals de cada categoria de rendiment. Underground 2 també introdueix un sistema d'afinació de dinàmiques que permet als jugadors ajustar específicament certs aspectes del cotxe, com ara ECU, turbo, molles de suspensió, amortidors davanters i posteriors, relació de transmissió, aerodinàmica, biaix de fre, adherència de pneumàtic individual, etc. . El jugador pot provar la configuració mitjançant una prova que mostrarà un gràfic de parell i potència en funció de les rpm i un temps estimat de 0-100 km/h.

### Multijugador
Underground 2 tenia capacitat multijugador en línia a PS2, PC i Xbox, però el 2010, EA Games havia tancat els seus servidors, fent que la funció fos inoperable. La versió per a PC té un mode LAN multijugador, i les curses multijugador per Internet encara es poden executar mitjançant el mode LAN de jocs i una LAN virtual (una xarxa privada virtual).

## Banda sonora
Igual que el seu predecessor, el joc inclou una banda sonora amb llicència d'EA Trax. Són una barreja de diferents gèneres que van des de rap, trance, electrònica i rock, interpretats per artistes com Chingy, Paul Van Dyk, Unwritten Law, Spiderbait (fent una versió de Black Betty de Ram Jam), Fluke, Queens of the Stone Age, així com Snoop Dogg (que és més conegut per interpretar un remix de la cançó Riders on the Storm de The Doors que actua com a el tema musical del joc). Les cançons de hip hop s'escolten al menú principal, mentre que la música trance, electrònica i rock s'escolten durant les seqüències de cursa.

## Rebuda
| Agregador    | Puntuació | Puntuació | Puntuació | Puntuació | Puntuació | Puntuació | Puntuació |
| Agregador    | DS        | GBA       | GC        | PC        | PS2       | PSP       | Xbox      |
| ------------ | --------- | --------- | --------- | --------- | --------- | --------- | --------- |
| GameRankings | 65.44%    | 69.45%    | 79.98%    | 83.50%    | 80.77%    | 76.44%    | 82.61%    |
| Metacritic   | 65/100    | 72/100    | 77/100    | 82/100    | 82/100    | 74/100    | 83/100    |

| Publicació                         | Puntuació | Puntuació | Puntuació | Puntuació | Puntuació | Puntuació | Puntuació |
| Publicació                         | DS        | GBA       | GC        | PC        | PS2       | PSP       | Xbox      |
| ---------------------------------- | --------- | --------- | --------- | --------- | --------- | --------- | --------- |
| Edge                               | N/A       | N/A       | 6/10      | 6/10      | 6/10      | N/A       | 6/10      |
| Electronic Gaming Monthly          | N/A       | N/A       | 8.33/10   | N/A       | 8.33/10   | 7.83/10   | 8.33/10   |
| Eurogamer                          | N/A       | N/A       | N/A       | N/A       | N/A       | 6/10      | 6/10      |
| Game Informer                      | N/A       | 3.5/10    | 8/10      | N/A       | 8/10      | 8/10      | 8/10      |
| GamePro                            | N/A       | N/A       | [ 26 ]    | N/A       | [ 26 ]    | [ 27 ]    | [ 26 ]    |
| GameRevolution                     | N/A       | N/A       | B−        | B         | B         | B−        | B         |
| GameSpot                           | 7.2/10    | 8/10      | 7.1/10    | 7.4/10    | 7.4/10    | 7.9/10    | 7.4/10    |
| GameSpy                            | [ 36 ]    | N/A       | [ 37 ]    | [ 38 ]    | [ 39 ]    | [ 40 ]    | [ 39 ]    |
| GameZone                           | 7.7/10    | N/A       | 8.9/10    | 9/10      | N/A       | 8/10      | 9.2/10    |
| IGN                                | 7/10      | 8/10      | 8.3/10    | 9.1/10    | 9/10      | 7.9/10    | 9.1/10    |
| Nintendo Power                     | 6/10      | 2.8/5     | 3.8/5     | N/A       | N/A       | N/A       | N/A       |
| Official U.S. PlayStation Magazine | N/A       | N/A       | N/A       | N/A       | [ 55 ]    | [ 56 ]    | N/A       |
| Official Xbox Magazine (EUA)       | N/A       | N/A       | N/A       | N/A       | N/A       | N/A       | 8.9/10    |
| PC Gamer (EUA)                     | N/A       | N/A       | N/A       | 88%       | N/A       | N/A       | N/A       |
| Detroit Free Press                 | N/A       | N/A       | N/A       | N/A       | N/A       | [ 59 ]    | N/A       |
| The Times                          | N/A       | N/A       | [ 60 ]    | [ 60 ]    | [ 60 ]    | N/A       | [ 60 ]    |

Need for Speed: Underground 2 rebut crítiques positives. GameRankings i Metacritic li van donar una puntuació del 86% per a la versió mòbil; 83,50% i 82 de 100 per a la versió per a PC, 82,61% i 83 de 100 per a la versió de Xbox, 80,77% i 82 de 100 per a la versió de PlayStation 2, 79,98% i 77 de 100 per a la versió de GameCube, 76,44% i 74 de 100 per a la versió de PSP, 69,45% i 72 de 100 per a la versió de Game Boy Advance i 65,44% i 65 sobre 100 per a la versió DS.
El joc va ser àmpliament considerat com un dels millors jocs de la sèrie i es recorda per la qualitat del joc, la durada, la personalització infinita, les interessants missions secundaries, els gràfics i l'afegiment de "Free Roam". No obstant això, alguns dels seus elements també van ser criticats, com ara haver de conduir quantitats excessives per arribar a curses específiques, actuar de veu suau i un important emplaçament de productes per a empreses amb poca o cap connexió amb les carreres d'automòbils, com ara la integració del logotip de Cingular, una empresa nord-americana de comunicacions sense fil que existia en aquell moment, al sistema de missatgeria del joc i el va mostrar a la pantalla durant gran part del joc. La versió de GameCube també va ser criticada per la seva taxa de fotogrames per segon inestable i els seus gràfics inferiors, l'argot hip-hop utilitzat pels personatges durant la història i en el joc (com anomenar els diners "banc"), cinemàtiques amb estil de còmics, i la manca de policia també va generar crítiques.
GameSpot va donar a la versió del telèfon mòbil una puntuació de 9,2 sobre 10 i va dir que "no és només el millor joc de carreres mai fet per a un telèfon mòbil; també és un aparador molt necessari per a la tecnologia V Cast. El joc compta amb una durada i un valor de replay de tantes comandes més enllà de la norma mòbil que requereix un canvi total de paradigma. En poques paraules, els jocs mòbils només han aconseguit una puntada molt necessària a l'escala evolutiva". IGN va donar a la mateixa versió una puntuació de vuit sobre deu i ho va qualificar de "un gran pas per als jocs mòbils, segons la meva opinió. Tot i que hi ha coses que no m'han agradat del joc -- la càrrega i alguns problemes de control -- No puc negar que es tracta d'un joc increíble. Si voleu un joc que maximitzi el vostre telèfon 3D, Need for Speed Underground 2 és el joc indispensable".
Detroit Free Press va donar les quatre estrelles a la versió "Rivals" i va exclamar: "La cursa aquí és totalment divertida, amb motors grunyits, salts i dreceres que et permeten trencar les tanques. Però hi ha afegiments pensats, com ara Party Play." The Sydney Morning Herald, tanmateix, va donar a la versió Rivals tres estrelles i mitja de cinc i va dir: "Tot i que no és el millor joc de conducció de PSP, Rivals és un joc de curses de carrer entretingut que ofereix emocions ràpides". D'altra banda, el mateix diari va donar a les versions de GameCube, PS2, PC i Xbox una puntuació de quatre estrelles sobre cinc i va dir: "Tot i que l'acció de conducció no és tan satisfactòria com l'excel·lent Burnout 3, encara és prou fort com per mantenir-te jugant durant les 150 carreres aproximadament." The Times també va donar al joc quatre estrelles de cinc i va declarar: "Els punts forts d'aquest joc són tant les estrelles com els cotxes. Les ubicacions enlluernadores del centre de la ciutat són massives, dominades per gratacels la llum dels quals banya els carrers amb una resplendor radiant."
Durant els 8th Annual Interactive Achievement Awards, l'Acadèmia d'Arts i Ciències Interactives va nominar a Underground 2 com a "Assoliment destacat en la banda sonora".

### Vendes
Segons Electronic Arts, Need for Speed: Underground 2 va vendre més de 8,4 milions d'unitats a tot el món a finals de 2004. La versió per a PlayStation 2 d'Underground 2 va rebre un premi de vendes "Double Platinum" de l'Entertainment and Leisure Software Publishers Association (ELSPA), indicant vendes d'almenys 600.000 còpies al Regne Unit. El joc finalment va vendre al voltant d'11 milions de còpies i va entrar als "més venuts" de cada consola, Greatest Hits, Platinum Hits de Xbox i Player's Choice de GameCube.